# Abrostola anophioides
Abrostola anophioides är en fjärilsart som beskrevs av Moore 1882. Abrostola anophioides ingår i släktet Abrostola och familjen nattflyn. Inga underarter finns listade i Catalogue of Life.